# Tunel z Progami
Tunel z Progami – schronisko w Wąwozie Ostryszni na Wyżynie Olkuskiej będącej częścią Wyżyny Krakowsko-Częstochowskiej. Znajduje się pomiędzy wsiami Imbramowice i Glanów w województwie małopolskim, w powiecie olkuskim, w gminie Trzyciąż.

## Opis obiektu
Znajduje się w wysuniętym na zachód filarze skały Organy w lewych zboczach Wąwozu Ostryszni. Ma 3 otwory; wszystkie znajdują się wysoko nad ziemią i dostępne są tylko poprzez wspinaczkę, lub (łatwiej) poprzez zjazd na linie.
Jest to typowa rura skalna  o owalnym kształcie, opadająca skośnie od otworu północnego do podwójnego zachodniego. Przed otworem zachodnim rura rozgałęzia się i uchodzi dwoma nierównej wielkości otworami na pionowej ścianie. Duży otwór zachodni znajduje się w pionowej ścianie i jest dobrze widoczny z drogi biegnącej dnem wąwozu, północny znajduje się nieco powyżej wąskiej półki.
Schronisko powstało w skalistych wapieniach jury późnej i jest pochodzenia krasowego (powstało w wyniku przepływu wody). Na ścianach występują jeszcze resztki polew i wyschnięte grzybki skalne. Dno jest skaliste z niewielką tylko ilością próchniczno-gliniastego osadu. Znajdują się na nim duże bloki skalne. Schronisko jest suche, przewiewne i w całości oświetlone rozproszonym światłem. W niektórych tylko miejscach rozwijają się glony.

## Historia poznania i dokumentacji
Otwory schroniska są z ziemi dobrze widoczne, ze względu jednak na trudny dostęp odwiedzane były głównie przez wspinaczy skalnych. W literaturze nie było wzmiankowane. Po raz pierwszy pomierzył go i opisał Adam Polonius we wrześniu 2014 roku. On też sporządził plan schroniska.

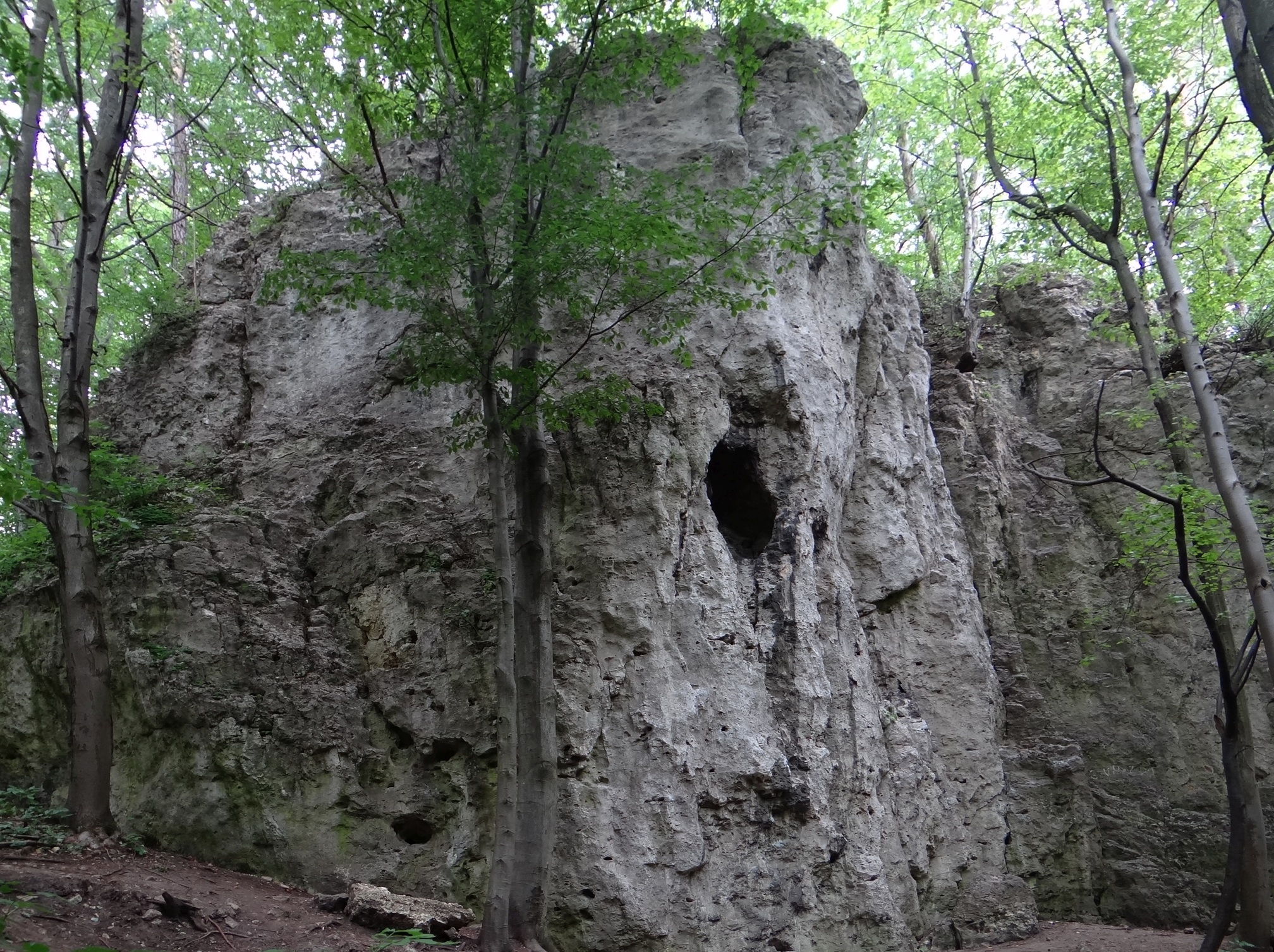
Zachodnia ściana Organów z dużym otworem schroniska
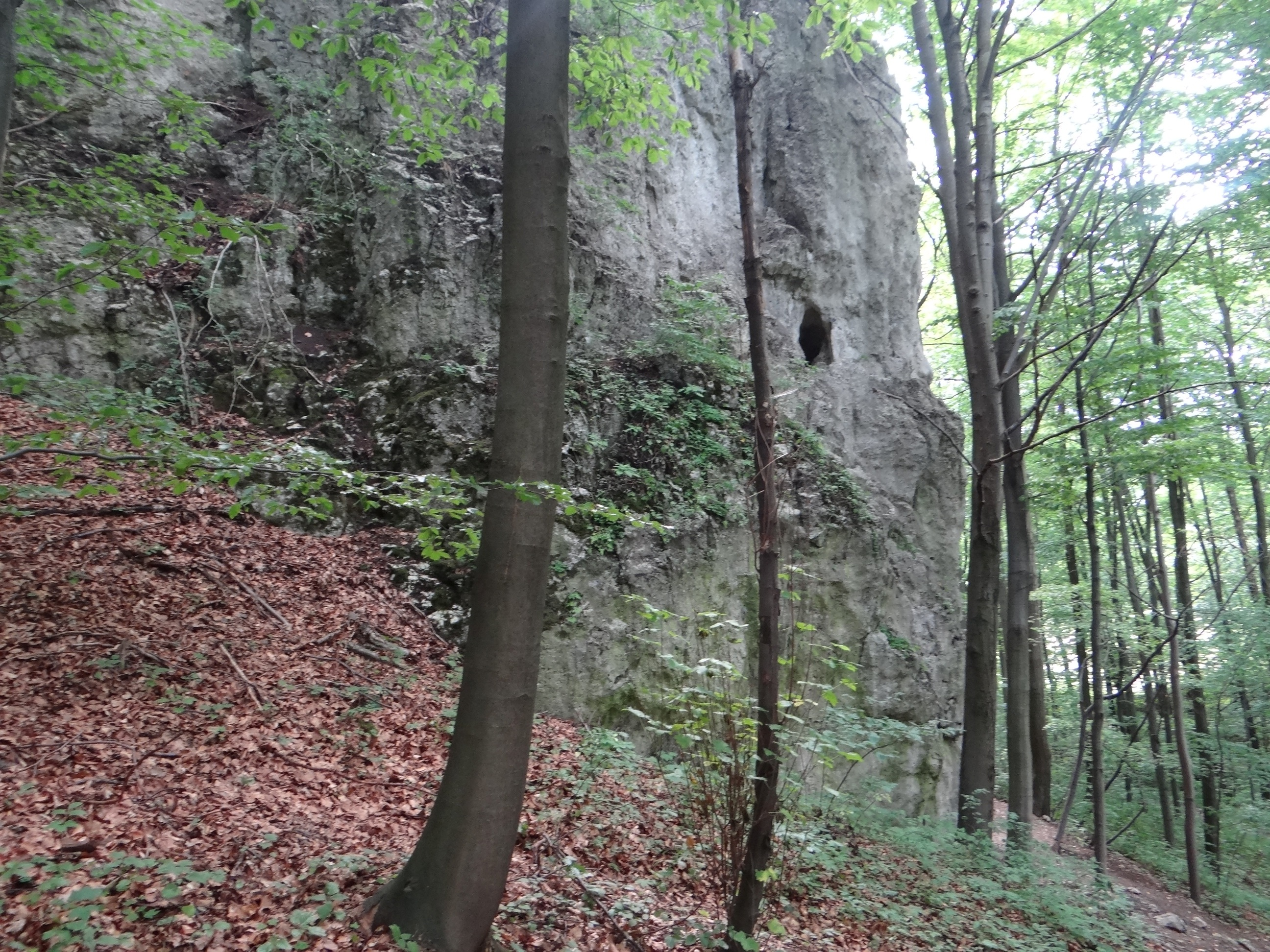
Północna ściana Organów z otworem schroniska
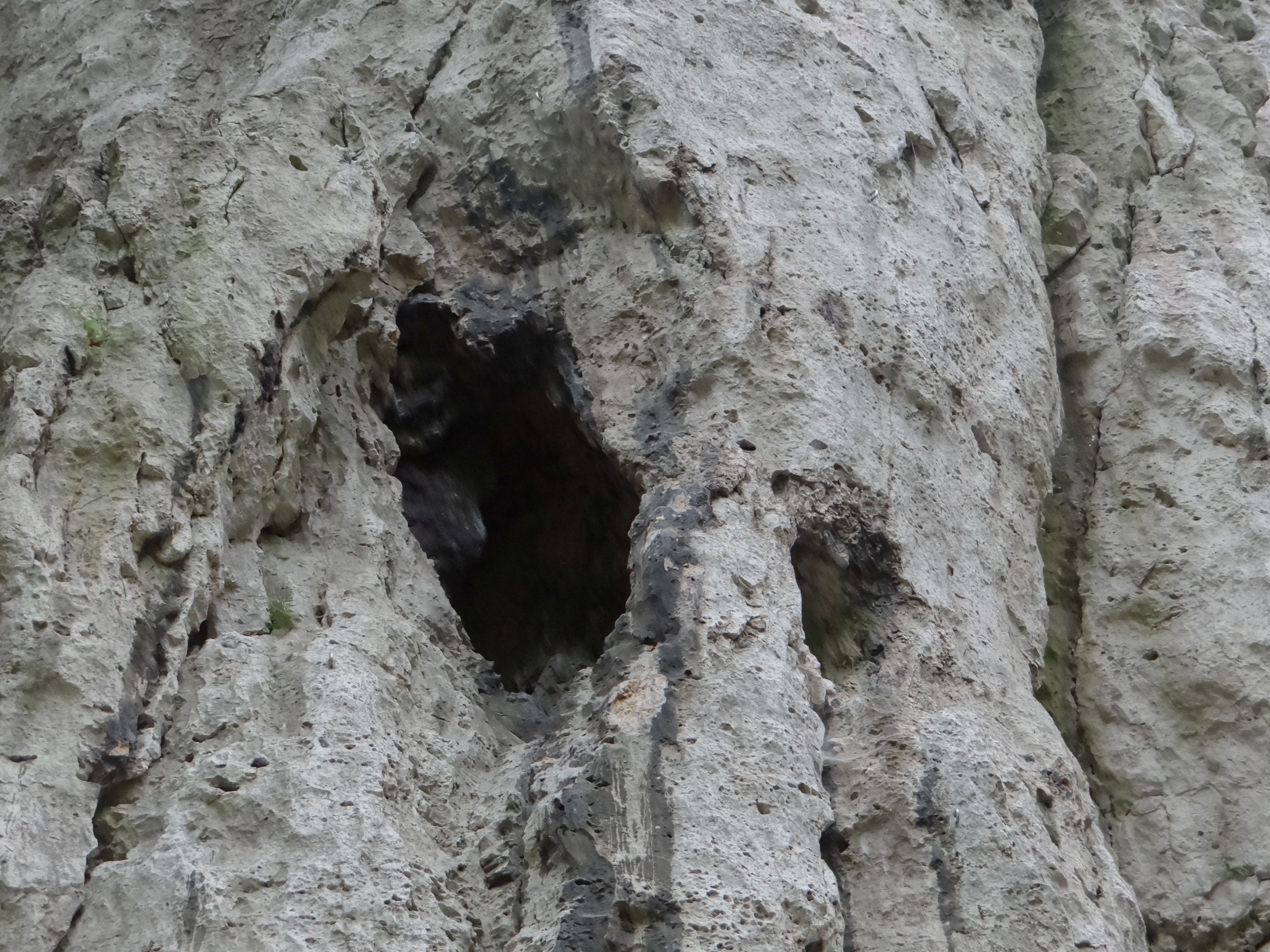
Dwa otwory zachodnie

Kilkadziesiąt metrów dalej na południe w tej samej skale Organy znajduje się drugie schronisko – Schronisko Pionowe w Ostryszni.